# Университет Аврора
Университет Аврора (англ. Aurora University, фр. Université l'Aurore, кит. 震旦大學, пиньинь Zhèndàn Dàxué) — католический университет в Шанхае с 1903 по 1952 год.
Университет был основан 27 февраля 1903 года Джозефом Ма Сянбо и французскими иезуитами. В 1905 году Ма ушёл в отставку, чтобы основать университет Фудань, и после этого Аврора управлялась французскими иезуитами до коммунистической революции. С 1908 года университет располагался во Французской концессии Шанхая. «К 1940-м годам учебное заведение превратилось в одно из крупнейших, если не самое большое, среди частных университетов Шанхая и включало в себя факультеты права, медицины, естественных наук, прикладных наук и литературы, а также подготовительный курс, женский колледж, программу медсестёр, стоматологическое обучение, известный музей естественных наук (Le Musée Heude) и ряд ассоциированных колледжей и лицеев в Шанхае и других городах Цзяннаня».
В 1952 году Университет Аврора объединился с Восточно-китайским педагогическим университетом и Фуданьским университетом, а химический факультет был поглощён недавно основанным Восточно-китайским институтом химической технологии, а медицинская школа присоединилась к Шанхайскому второму медицинскому колледжу.

## Известные выпускники
- Иосеф Ткоа — бывший президент Университета Бен-Гуриона в Негеве.